# Callicarpa quaternifolia
Callicarpa quaternifolia là một loài thực vật có hoa trong họ Hoa môi. Loài này được (Hallier f.) Govaerts mô tả khoa học đầu tiên năm 1999.